# Pay per click
Il pay per click (PPC) è una modalità di acquisto e pagamento della pubblicità online; l'inserzionista paga una tariffa solo quando un utente clicca effettivamente sull'annuncio pubblicitario. Un esempio di pubblicità pay per click è rappresentato dal keyword advertising, cioè annunci sponsorizzati che compaiono a lato dei risultati "organici" dei motori di ricerca.

## Storia
Ci sono diversi siti che sostengono di essere il primo modello PPC su Internet, molti dei quali apparvero a metà degli anni '90. Ad esempio, nel 1996, la prima versione conosciuta e documentata di PPC fu inclusa in una directory web chiamata Planet Oasis. Si trattava di un'applicazione per desktop con collegamenti a siti web informativi e commerciali, sviluppata da Ark Interface II, una divisione di Packard Bell NEC Computers. Tuttavia, le prime reazioni delle aziende commerciali al modello "pagamento-per-visita" di Ark Interface II furono scettiche. Alla fine del 1997, oltre 400 marchi principali pagavano tra $0,005 e $0,25 per clic più una quota di posizionamento.
Nel febbraio 1998, Jeffrey Brewer di Goto.com, una startup con 25 dipendenti (successivamente Overture, ora parte di Yahoo!), presentò al TED (conferenza) in California un motore di ricerca a pagamento per clic come prova di concetto. Questa presentazione e gli eventi che seguirono crearono il sistema di pubblicità PPC. Il merito per il concetto del modello PPC è generalmente attribuito all'Idealab e al fondatore di Goto.com, Bill Gross.
Google avviò la pubblicità sui motori di ricerca nel dicembre 1999. Fu solo nell'ottobre 2000 che fu introdotto il sistema AdWords, che consentiva agli inserzionisti di creare annunci di testo da posizionare sul motore di ricerca di Google. Tuttavia, il PPC fu introdotto solo nel 2002; fino ad allora, gli annunci venivano tariffati in base alle mille impression o Cost per mille (CPM). Overture intentò una causa per violazione di brevetto contro Google, sostenendo che il servizio di ricerca concorrente aveva superato i limiti con i suoi strumenti di posizionamento annunci.
Sebbene GoTo.com avesse avviato il PPC nel 1998, Yahoo! iniziò a pubblicizzare gli inserzionisti di GoTo.com (successivamente Overture) solo nel novembre 2001. Prima di questo, la fonte principale di annunci SERP di Yahoo includeva unità pubblicitarie IAB contestuali (principalmente annunci display da 468x60). Quando il contratto di sindacazione con Yahoo! fu rinnovato nel luglio 2003, Yahoo! annunciò la sua intenzione di acquisire Overture per 1,63 miliardi di dollari. Oggi, aziende come adMarketplace, ValueClick riconoscono di offrire servizi PPC come alternativa ad AdWords e AdCenter.
Tra i fornitori di PPC, Google Ads (precedentemente Google AdWords), Microsoft adCenter e Yahoo! Search Marketing erano i tre principali operatori di rete, tutti e tre operanti con un modello a base di offerte. Ad esempio, nel 2014, PPC (AdWords) o la pubblicità online attribuiva circa 45 miliardi di dollari del totale di 66 miliardi di dollari del fatturato annuo di Google. Nel 2010, Yahoo e Microsoft lanciarono il loro sforzo congiunto contro Google, e il motore di ricerca Bing di Microsoft iniziò a essere il motore di ricerca utilizzato da Yahoo per fornire i suoi risultati di ricerca. Dopo essersi uniti, la loro piattaforma PPC fu rinominata AdCenter. La loro rete combinata di siti di terze parti che consentono agli annunci di AdCenter di popolare banner e annunci di testo sul loro sito viene chiamata BingAds.

## Pro e contro

### Pro[14][15][16][17]
- Si paga solo per il clic;
- Gli annunci PPC forniscono traffico istantaneo;
- Mentre le azioni di marketing organico sono volte ad ottenere contenuti sulla prima pagina di Google, gli slot pubblicitari PPC sono già presenti. La scalata delle classifiche di ricerca organica per le parole chiave può richiedere mesi;
- Il prodotto verrà messo di fronte agli utenti che generalmente sono già interessati ad esso;
- Le campagne PPC sono facili da misurare e monitorare;
- I dati delle parole chiave PPC possono essere inseriti direttamente nel marketing di ricerca organico, nonché utilizzati nell'ottimizzazione esistente di metadati, titoli e parole chiave, senza dover aspettare che i contenuti si classifichino organicamente;
- A differenza del content marketing e della SEO che dipendono dagli aggiornamenti dell'algoritmo dei motori di ricerca, la pubblicità PPC non ha questo limite;
- La pubblicità PPC mette a portata di mano metriche come l'età, la posizione e gli interessi degli utenti, semplificando il targeting;
- La funzione "Osservazione del pubblico" di Google consente di vedere quali gruppi di pubblico hanno un rendimento migliore di altri e si possono utilizzare tali informazioni nel targeting delle reti sociali e nel testo dell'annuncio per raggiungere più persone;
- Gli annunci PPC non richiedono un design specializzato o elevate capacità di produzione;
- Si può bloccare la visualizzazione del prodotto su determinati tipi di siti in cui non si desidera che appaia;
- Si è liberi di impostare il budget pubblicitario.

### Contro[17][18][19][20]

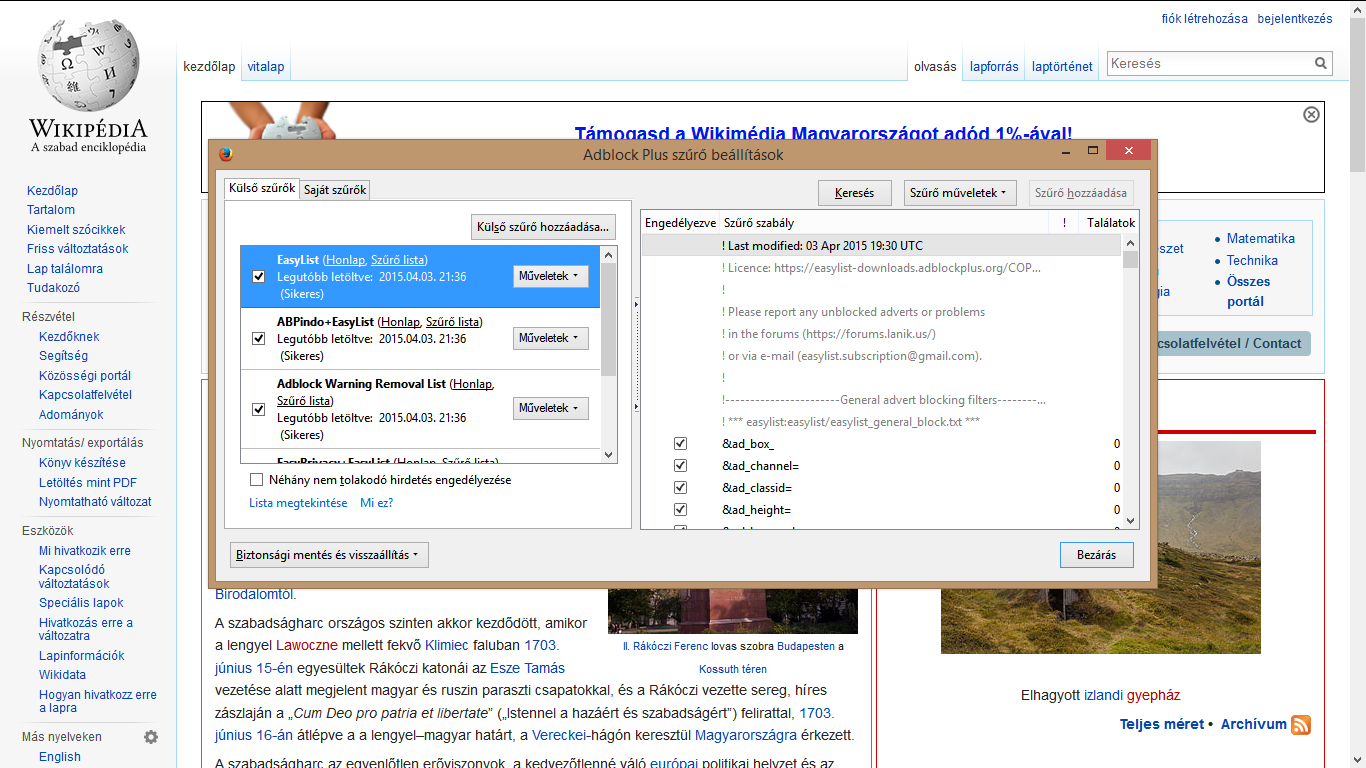
Adblock

- Non basta generalmente creare la campagna. È necessario investire tempo e costanza nell'ottimizzazione e nel miglioramento per ottenere risultati;
- I costi possono sommarsi rapidamente;
- I clic e le visite non sempre portano a vendite;
- Parole chiave altamente competitive possono costare molto per ogni clic e potrebbero non convertirsi in risultati. Prodotti complessi che non portano a vendite immediate possono portare a un costo per vendita elevato;
- Alcuni utenti navigano con dei particolari blocchi per annunci (come Adblock): la campagna PPC potrebbe non visualizzarsi sui browser di questi utenti;
- Le tariffe per ogni clic variano. Più alta è la posizione della parola chiave, più si paga. I costi del PPC possono variare da pochi centesimi a € 50,00 o più;
- Alcune sorgenti hanno un numero elevato di clic fraudolenti. Google afferma nei suoi Termini di servizio che fino al 10% dei clic in una campagna PPC sia "falso", ma anche questo tipo di clic va pagato. Alcuni siti dispongono di un sistema per prevenire le frodi sui clic.

## Confronto con il Pay per impression
| PPC                                                                                                 | PPI                                                                   |
| --------------------------------------------------------------------------------------------------- | --------------------------------------------------------------------- |
| Monitorare il numero di clic ricevuti dall'annuncio.                                                | Possibilità di ricevere un'elevata percentuale di clic sull'annuncio. |
| Controllare quanto denaro si spende per il traffico pubblicitario.                                  | Generalmente è usato per il lancio di un nuovo prodotto o servizio.   |
| Attenersi al budget.                                                                                | Creare riconoscimento per il marchio senza spendere l'intero budget.  |
| Fare pubblicità su siti ad alto traffico e ottenere il vantaggio sia dei clic che dell'esposizione. | È più economico rispetto al PPC e ad altre forme di marketing.        |

## Click fraud
Click fraud è un tipo di frode che si verifica su Internet nella pubblicità online pay-per-click (PPC). La frode si verifica quando una persona, uno script automatizzato, un programma per computer o un clicker automatico imita un utente legittimo di un browser Web, facendo clic su tale annuncio senza avere un interesse effettivo per il target del collegamento dell'annuncio al fine di aumentare le entrate. La click fraud è oggetto di alcune controversie e di crescenti contenziosi dovuti al fatto che le reti pubblicitarie sono le principali beneficiarie della frode.
Dimostrare la frode sui clic può essere molto difficile poiché è complicato sapere chi si nasconde dietro un computer e quali sono le sue intenzioni. Quando si tratta di rilevamento delle frodi pubblicitarie su dispositivi mobili, l’analisi dei dati può fornire alcune indicazioni affidabili. Metriche anomale possono suggerire la presenza di diversi tipi di frode. Per rilevare le frodi sui clic nella campagna pubblicitaria, gli inserzionisti possono concentrarsi sui seguenti punti di attribuzione:
- Indirizzo IP: poiché i bot eseguono script simili dallo stesso server, qualsiasi frode sui clic sugli annunci per dispositivi mobili indicherà un'alta densità di clic provenienti dallo stesso indirizzo IP o da una serie di indirizzi IP simili. Gli inserzionisti possono anche eseguire un controllo sugli indirizzi IP per verificare la loro storia con un'altra frode.
- Timestamp del clic: il timestamp del clic mantiene l'ora in cui è stato effettuato il clic sull'annuncio. La frode sui clic basata su bot viene eseguita ripetutamente per tentare di fare clic sugli annunci, il che aumenta la frequenza dei clic per quella durata. Una gamma elevata di clic con timestamp quasi simili indica la possibilità di frodi sui clic. Una durata bassa e una frequenza elevata significano un'alta probabilità di frode.
- Timestamp dell'azione: il timestamp dell'azione è il momento in cui l'utente esegue un'azione (o interagisce) sull'app o sul sito Web. Con un attacco con clic basato su bot, può esserci una somiglianza con il timestamp dell'azione. Quando il bot fa clic sull'annuncio e quindi esegue l'azione sull'app o sul sito Web senza alcun ritardo, l'inserzionista può notare un timestamp dell'azione basso o quasi nullo.

Spesso la cosa migliore che una rete pubblicitaria può fare è identificare quali clic sono più probabilmente fraudolenti e non addebitare l'importo sul conto dell'inserzionista. Vengono utilizzati mezzi di rilevamento ancora più sofisticati, ma nessuno di essi è infallibile.
Il Rapporto Tuzhilin, prodotto come parte di una risoluzione della causa per frode sui clic, contiene una discussione dettagliata di questi problemi.